# Las Salinas (Barahona)
Las Salinas es un municipio de la República Dominicana, que está situado en la provincia de Barahona.

## Límites
Municipios limítrofes:
|              | Norte: Mella y Neiba |              |
| Oeste: Mella |                      | Este: Cabral |
|              | Sur: Polo            |              |

## Distritos municipales
Está formado por el distrito municipal de:
| Nombre      | Código   |
| ----------- | -------- |
| Las Salinas | 06040901 |